# へびつかい座ニュー星
へびつかい座ν星 (へびつかいざニューせい、Nu Ophiuchus) は、へびつかい座にある恒星で3等星。

## 物理的性質
へびつかい座ν星は、黄色の巨星である。表面温度は低く、4928Kであるが、これはK型主系列星とほぼ同じ温度である。しかし巨星であるため、光度は太陽の123倍明るい。また、赤緯方向に116ミリ秒/年という大きな固有運動をもつ。

## 名称
へびつかい座ν星は、シンストラ (Sinistra) という固有名を持つ。

## 伴星
へびつかい座ν星には、2個の褐色矮星を伴星として伴っている。2004年にへびつかい座ν星b、2010年にへびつかい座ν星cが発見された。下限質量はbが木星の21.9倍、cが木星の24.5倍である。観測によって、bは約1.5年、cは約8.7年で公転することがわかっており、およそ1:6の軌道共鳴をしている可能性がある。褐色矮星の誕生には、恒星のように分子雲の中心部が自らの重力によって収縮するか、もしくは惑星のように回転する原始惑星系円盤の中で生じるという2つの理論があるが、公転周期の軌道共鳴は、後者の説を強く支持するものである。公転半径はbが火星軌道の外側、cが木星軌道の外側である。また、離心率は0.13と0.18と、ゆがんだ楕円軌道である。
| 名称 （恒星に近い順） | 質量      | 軌道長半径 （天文単位） | 公転周期 (年) | 軌道離心率 | 軌道傾斜角 | 半径 |
| --------------------- | --------- | ----------------------- | ------------- | ---------- | ---------- | ---- |
| b                     | ≧ 21.9 MJ | ≧ 1.867                 | 1.467         | 0.13       | —          | —    |
| c                     | ≧ 24.5 MJ | 5.88                    | 8.676         | 0.18       | —          | —    |